# Idaea muscifasciata
Idaea muscifasciata là một loài bướm đêm trong họ Geometridae.